# Tengine
Tengine est un serveur HTTP, fork de nginx patché par Taobao pour fournir son contenu.

## Différences par rapport à Nginx
Taobao a ajouté différentes fonctions à Tengine, dont certaines auraient en retour été acceptées par nginx[réf. nécessaire].
- Les modules peuvent être compilés en bibliothèques partagées, permettant de décider lesquels seront chargés après compilation.
- Ajoute des méthodes à la répartition de charge : consistent hashing, session persistence et upstream health check.
- Input body filter, permettant de gérer plus facilement la liaison entre le pare-feu et les évènements au niveau HTTP.
- Le filtre trim, permettant de retirer dynamiquement commentaires, espaces et caractères inutiles des types HTML et optionnellement JavaScript et CSS, afin de rendre les fichiers envoyés plus compacts sans perdre de fonctionnalité.
- Module concat, inspiré du modconcat d'Apache, permettant de concaténer différents fichiers d'assets de type JS et CSS, afin de réduire les échanges et d'améliorer la compression de ceux-ci.
- Module sysguard, permettant de limiter l'utilisation des ressources mémoire ou CPU, si l'utilisation dépasse un certain seuil.

## Principaux sites l'utilisant
- Taobao.com, 9e rang mondial au classement Alexa en juillet 2014[4].
- Aliexpress.com, 60e rang mondial au classement Alexa en juillet 2014[4].